# Tyndskallet trugmusling
Tyndskallet, almindelig eller smuk trugmusling (Mactra stultorum) er en mellemstor musling, der er udbredt i Sortehavet, Middelhavet og langs kysten i Vesteuropa, fra Norge i nord til Senegal i syd. Muslingen, der er meget almindelig i Nordsøen, lever nedgravet på mellem 5 og 30 meters dybde, og skallerne findes ofte skyllet op på stranden. Skallen er meget tynd og delikat, med koncentriske vækstlinjer og undertiden også farvede radiære bånd. 